# سفارة سنغافورة لدى السعودية
سفارة سنغافورة لدى السعودية هي الممثلية الدبلوماسية العليا لدولة سنغافورة لدى المملكة العربية السعودية. تقع السفارة في حي السفارات في الرياض.